# Josat
Josat – miejscowość i gmina we Francji, w regionie Owernia-Rodan-Alpy, w departamencie Górna Loara.
Według danych na rok 1990 gminę zamieszkiwały 133 osoby, a gęstość zaludnienia wynosiła 11 osób/km² (wśród 1310 gmin Owernii Josat plasuje się na 711. miejscu pod względem liczby ludności, natomiast pod względem powierzchni na miejscu 738.).